# Mata Meridional Pernambucana
Mata Meridional Pernambucana is een van de 19 microregio's van de Braziliaanse deelstaat Pernambuco. Zij ligt in de mesoregio Mata Pernambucana en grenst aan de microregio's Suape, Vitória de Santo Antão, Vale do Ipojuca, Brejo Pernambucano, Garanhuns, Serrana dos Quilombos (AL), Mata Alagoana (AL) en Litoral Norte Alagoano (AL). De microregio heeft een oppervlakte van ca. 4.512 km². In 2009 werd het inwoneraantal geschat op 543.555.
Eenentwintig gemeenten behoren tot deze microregio:
- Água Preta
- Amaraji
- Barreiros
- Belém de Maria
- Catende
- Cortês
- Escada
- Gameleira
- Jaqueira
- Joaquim Nabuco
- Maraial
- Palmares
- Primavera
- Quipapá
- Ribeirão
- Rio Formoso
- São Benedito do Sul
- São José da Coroa Grande
- Sirinhaém
- Tamandaré
- Xexéu

Mesoregio's: Agreste Pernambucano · Mata Pernambucana · Metropolitana do Recife · São Francisco Pernambucano · Sertão Pernambucano

Microregio's: Alto Capibaribe · Araripina · Brejo Pernambucano · Fernando de Noronha · Garanhuns · Itamaracá · Itaparica · Mata Meridional Pernambucana · Mata Setentrional Pernambucana · Médio Capibaribe · Pajeú · Petrolina · Recife · Salgueiro · Sertão do Moxotó · Suape · Vale do Ipanema · Vale do Ipojuca · Vitória de Santo Antão